# Festival Internacional de Cine de Berlín de 1988
La 38.ª edición del Festival de Cine de Berlín se llevó a cabo del 12 al 23 de febrero de 1988. El Oso de Oro fue otorgado a la cinta china Sorgo rojo, dirigida por Zhang Yimou.
La retrospectiva estaba dedicada a las películas en color y que fue titulado La historia del color en cine.

## Jurado
El actor alemán Gert Fröbe fue seleccionado para ser el presidente del jurado por tuvo que renunciar a causa de una enfermedad, tras lo cual Moritz de Hadeln eligió al crítico de cine italiano Guglielmo Biraghi como Presidente del Jurado.
Las siguientes personas fueron escogidas para el jurado de esta edición:
- Guglielmo Biraghi, crítico de cine italiano - Presidente
- Ellen Burstyn, actriz estadounidense
- Heiner Carow, cineasta alemán
- Eberhard Junkersdorf, productor alemán
- Tom Luddy, productor estadounidense y cofundador del Festival de Cine de Telluride
- Heinz Rathsack, historiador de cine alemán
- Daniel Schmid, director de cine suizo
- Andrei Smirnov, actor y cineasta soviético
- Tilda Swinton, actriz británica
- Anna-Lena Wibom, productora y actriz sueca
- Pavlos Zannas, escritor y crítico de cine griego

## Películas en competición
La siguiente lista presenta a las películas que compiten por Oso de Oro:
| Título en español            | Título original              | Director(es)                   | País                    |
| ---------------------------- | ---------------------------- | ------------------------------ | ----------------------- |
| Einer trage des anderen Last | Einer trage des anderen Last | Lothar Warneke                 | RDA                     |
| Al filo de la noticia        | Broadcast News               | James L. Brooks                | EE. UU.                 |
| La comisaría                 | Комиссар                     | Aleksandr Askoldov             | URSS                    |
| Hudodelci                    | Hudodelci                    | Franci Slak                    | Yugoslavia              |
| Zona cero: Alerta nuclear    | Ground Zero                  | Bruce Myles, Michael Pattinson | Australia               |
| Av Zamanı                    | Av Zamanı                    | Erden Kıral                    | Turquía                 |
| Jarrapellejos                | Jarrapellejos                | Antonio Giménez-Rico           | España                  |
| Kung-Fu Master               | Kung-Fu Master               | Agnès Varda                    | Francia                 |
| Life Classes                 | Life Classes                 | William D. MacGillivray        | Canadá                  |
| Hechizo de luna              | Moonstruck                   | Norman Jewison                 | EE. UU.                 |
| Matka Królów                 | Matka Królów                 | Janusz Zaorski                 | Polonia                 |
| Phera                        | Phera                        | Buddhadeb Dasgupta             | India                   |
| Los poseídos                 | Les possédés                 | Andrzej Wajda                  | France                  |
| Sorgo rojo                   | 紅高粱                       | Zhang Yimou                    | China                   |
| Theophilos                   | Θεόφιλος                     | Lakis Papastathis              | Grecia                  |
| La deuda interna             | La deuda interna             | Miguel Pereira                 | Argentina, Reino Unido  |
| Walker                       | Walker                       | Alex Cox                       | EE. UU., México, España |
| Wohin?                       | Wohin?                       | Herbert Achternbusch           | RFA                     |
| Yasemin                      | Yasemin                      | Hark Bohm                      | RFA, Turquía            |

### Fuera de competición
| Título en español         | Título original           | Director(es)         | País                        |
| ------------------------- | ------------------------- | -------------------- | --------------------------- |
| Alice                     | Něco z Alenky             | Jan Švankmajer       | Checoslovaquia, Reino Unido |
| Hail! Hail! Rock 'n' Roll | Hail! Hail! Rock 'n' Roll | Taylor Hackford      | EE. UU.                     |
| Grita libertad            | Cry Freedom               | Richard Attenborough | Reino Unido                 |
| Bol'se sveta!             | Bol'se sveta!             | Marina Babak         | URSS                        |
| El imperio del sol        | Empire of the Sun         | Steven Spielberg     | EE. UU.                     |
| Linie 1                   | Linie 1                   | Reinhard Hauff       | RFA                         |
| La pequeña Dorrit         | Little Dorrit             | Christine Edzard     | Reino Unido                 |
| Loca                      | Nuts                      | Martin Ritt          | EE. UU.                     |
| Powaqqatsi                | Powaqqatsi                | Godfrey Reggio       | EE. UU.                     |
| Septiembre                | September                 | Woody Allen          | EE. UU.                     |

## Retrospectivas y Homenajes
Las siguientes películas estaban incluidas en la retrospectiva dedicada a las películas en color y que fue titulado La historia del color en cine:
| Título en español                                   | Título original                               | Director(s) | País                    |
| --------------------------------------------------- | --------------------------------------------- | --- | ----------------------- |
| A Colour Box                                        | A Colour Box                                  | Len Lye | Reino Unido             |
| Robin de los bosques                                | The Adventures of Robin Hood                  | Michael Curtiz | EE. UU.                 |
| Las aventuras de Tom Sawyer                         | The Adventures of Tom Sawyer                  | Norman Taurog | EE. UU.                 |
| A vida o muerte                                     | A Matter of Life and Death                    | Emeric Pressburger y Michael Powell | Reino Unido             |
| Anticipation of the Night                           | Anticipation of the Night                     | Stan Brakhage | EE. UU.                 |
| Ha nacido una estrella                              | A Star Is Born                                | William A. Wellman | EE. UU.                 |
| El concierto de la banda                            | The Band Concert                              | Wilfred Jackson | EE. UU.                 |
| Barry Lyndon                                        | Barry Lyndon                                  | Stanley Kubrick | Reino Unido, EE. UU.    |
| La bella de Nueva York                              | The Belle of New York                         | Charles Walters | EE. UU.                 |
| The Birth of The Robot                              | The Birth of The Robot                        | Len Lye | Reino Unido             |
| Narciso negro                                       | Black Narcissus                               | Emeric Pressburger y Michael Powell | Reino Unido             |
| Sangre y arena                                      | Blood and Sand                                | Rouben Mamoulian | EE. UU.                 |
| Brigadoon                                           | Brigadoon                                     | Vincente Minnelli | EE. UU.                 |
| El gabinete del doctor Caligari                     | Das Cabinett des Dr.Caligari                  | Robert Wiene | RFA                     |
| Carmen vuelve a casa                                | カルメン故郷に帰る                            | Keisuke Kinoshita | Japón                   |
| Kreise                                              | Kreise                                        | Oskar Fischinger | Alemania                |
| Komposition in Blau                                 | Komposition in Blau                           | Oskar Fischinger | Alemania                |
| Concerning $1000                                    | Concerning $1000                              | | EE. UU.                 |
| La Cucaracha                                        | La Cucaracha                                  | Lloyd Corrigan | EE. UU.                 |
| El doctor X                                         | Doctor X                                      | Michael Curtiz | EE. UU.                 |
| Duelo al sol                                        | Duel in the Sun                               | King Vidor | EE. UU.                 |
| English Harvest                                     | English Harvest                               | Humphrey Jennings | Reino Unido             |
| Fantasia                                            | Fantasia                                      | James Algar, Samuel Armstrong, Ford Beebe Jr., Norman Ferguson, David Hand, Jim Handley, T. Hee, Wilfred Jackson, Hamilton Luske, Bill Roberts, Paul Satterfield and Ben Sharpsteen | EE. UU.                 |
| Por quién doblan las campanas                       | For Whom the Bell Tolls                       | Sam Wood | EE. UU.                 |
| Vier um die Frau                                    | Vier um die Frau                              | Fritz Lang | Germany                 |
| El jardín de Alá                                    | The Garden of Allah                           | Richard Boleslawski | EE. UU.                 |
| La puerta del infierno                              | 地獄門                                        | Teinosuke Kinugasa | Japón                   |
| Gloria!                                             | Gloria!                                       | Hollis Frampton | EE. UU.                 |
| Las castigadoras de Broadway                        | Gold Diggers of Broadway                      | Roy Del Ruth | EE. UU.                 |
| Corazón salvaje                                     | Gone to Earth                                 | Emeric Pressburger y Michael Powell | Reino Unido             |
| La paloma                                           | Große Freiheit Nr. 7                          | Helmut Käutner | Alemania                |
| Sublime sacrificio                                  | Opfergang                                     | Veit Harlan | Alemania                |
| Gypsy Sweetheart                                    | Gypsy Sweetheart                              | Ralph Staub | EE. UU.                 |
| La caída de la casa Usher                           | House of Usher                                | Roger Corman | EE. UU.                 |
| La inhumana                                         | L'Inhumaine                                   | Marcel L'Herbier | Francia                 |
| Johnny Guitar                                       | Johnny Guitar                                 | Nicholas Ray | EE. UU.                 |
| El rey del jazz                                     | King of Jazz                                  | John Murray Anderson | EE. UU.                 |
| Otoño tardío                                        | 秋日和                                        | Yasujirō Ozu | Japón                   |
| Lola                                                | Lola                                          | Rainer Werner Fassbinder | RFA                     |
| Made in USA                                         | Made in USA                                   | Jean-Luc Godard | Francia                 |
| Märkische Fahrt                                     | Märkische Fahrt                               | Kurt Rupli | Alemania                |
| Memphis Belle: Una historia de la fortaleza volante | Memphis Belle: A Story of a Flying Fortress   | William Wyler | EE. UU.                 |
| Moby Dick                                           | Moby Dick                                     | John Huston | EE. UU.                 |
| Mode in Paris und Berlin vor dem 1. Weltkrieg       | Mode in Paris und Berlin vor dem 1. Weltkrieg | | Alemania                |
| Moulin Rouge                                        | Moulin Rouge                                  | John Huston | Reino Unido             |
| Las aventuras del barón Munchhausen                 | Münchhausen                                   | Josef von Báky | Alemania                |
| Muratti greift ein                                  | Muratti greift ein                            | Oskar Fischinger | Alemania                |
| Los crímenes del museo                              | Mystery of the Wax Museum                     | Michael Curtiz | EE. UU.                 |
| Grunya Kornakova                                    | Соловей-Соловушко                             | Nikolai Ekk | Soviet Union            |
| Corazonada                                          | One From The Heart                            | Francis Ford Coppola | EE. UU.                 |
| On Parade                                           | On Parade                                     | George Pal | Reino Unido             |
| El reportero                                        | Professione: reporter                         | Michelangelo Antonioni | Italia, España, Francia |
| La carreta fantasma                                 | Körkarlen                                     | Victor Sjöström | Suecia                  |
| Potsdam                                             | Potsdam                                       | | Alemania                |
| La Belle Meunière                                   | La Belle Meunière                             | Marcel Pagnol | Francia                 |
| El hombre tranquilo                                 | The Quiet Man                                 | John Ford | EE. UU.                 |
| Ramona                                              | Ramona                                        | Henry King | EE. UU.                 |
| El globo rojo                                       | Le ballon rouge                               | Albert Lamorisse | France                  |
| Las zapatillas rojas                                | The Red Shoes                                 | Emeric Pressburger y Michael Powell | Reino Unido             |
| El río                                              | Le Fleuve                                     | Jean Renoir | Francia, India, EE. UU. |
| Senso                                               | Senso                                         | Luchino Visconti | Italia                  |
| Serene Velocity                                     | Serene Velocity                               | Ernie Gehr | EE. UU.                 |
| La legión invencible                                | She Wore A Yellow Ribbon                      | John Ford | EE. UU.                 |
| Sons of Liberty                                     | Sons of Liberty                               | Michael Curtiz | EE. UU.                 |
| La espada de Montecristo                            | The Sword of Monte Cristo                     | Maurice Geraghty | EE. UU.                 |
| El tesoro de Muck                                   | Die Geschichte vom kleinen Muck               | Wolfgang Staudte | RFA                     |
| Los tres cerditos                                   | Three Little Pigs                             | Burt Gillett | EE. UU.                 |
| The Toll of the Sea                                 | The Toll of the Sea                           | Chester M. Franklin | EE. UU.                 |
| El camino del pino solitario                        | The Trail of the Lonesome Pine                | Henry Hathaway | EE. UU.                 |
| Pero... ¿quién mató a Harry?                        | The Trouble with Harry                        | Alfred Hitchcock | EE. UU.                 |
| El árbol de los zuecos                              | L'albero d'egli zoccoli                       | Ermanno Olmi | Italy                   |
| Unser Hindenburg                                    | Unser Hindenburg                              | | Alemania                |
| The Viking                                          | The Viking                                    | Roy William Neill | EE. UU.                 |
| Las dos tormentas                                   | Way Down East                                 | David Wark Griffith | EE. UU.                 |
| Una mujer de cuidado                                | Will Success Spoil Rock Hunter?               | Frank Tashlin | EE. UU.                 |
| El luchador y el payaso                             | Борец и клоун                                 | Boris Barnet y Konstantin Yudin | URSS                    |

## Palmarés

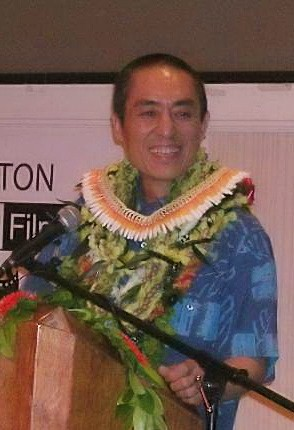
Zhang Yimou, ganador del Oso de Oro

Los siguientes premios fueron entregados por el jurado profesional:
- Oso de Oroː Sorgo rojo de Zhang Yimou
- Oso del Plata, Gran Premio del Jurado: La comisaría de Aleksandr Askoldov
- Oso de Plata a la mejor dirección: Norman Jewison por Hechizo de luna
- Oso de Plata a la mejor interpretación femenina: Holly Hunter por Al filo de la noticia
- Oso de Plata a la mejor interpretación masculina: Manfred Möck y Jörg Pose por Einer trage des anderen Last
- Oso de Plata por un logro único sobresaliente: Matka Królów de Janusz Zaorski
- Oso de Plata por su contribución artística:  La deuda interna de Miguel Pereira

### Premios independientes
- Premio FIPRESCI: La comisaría de Aleksandr Askoldov